# Коточиговское сельское поселение
Коточиговское се́льское поселе́ние — муниципальное образование в Викуловском районе Тюменской области Российской Федерации.
Административный центр — село Коточиги.

## История
Статус и границы сельского поселения установлены Законом Тюменской области от 5 ноября 2004 года № 263 «Об установлении границ муниципальных образований Тюменской области и наделении их статусом муниципального района, городского округа и сельского поселения».

## Население
| 2010 | 2011 | 2012 | 2013 | 2014 | 2015 | 2016 |
| ---- | ---- | ---- | ---- | ---- | ---- | ---- |
| 892  | ↘891 | ↘845 | ↗856 | ↘818 | ↘813 | ↘792 |
| 2017 | 2018 | 2019 | 2020 | 2021 |      |      |
| ↗800 | ↘794 | ↘777 | ↘754 | ↗791 |      |      |

## Состав сельского поселения
| № | Населённый пункт | Тип населённого пункта       | Население |
| - | ---------------- | ---------------------------- | --------- |
| 1 | Александровка    | деревня                      | 4         |
| 2 | Анценск          | деревня                      | 18        |
| 3 | Базариха         | село                         | 174       |
| 4 | Бородино         | село                         | 137       |
| 5 | Коточиги         | село, административный центр | 532       |
| 6 | Красная Елань    | деревня                      | 27        |